# 盧循の乱
盧循の乱（ろじゅんのらん）は、中国東晋末期の元興元年（402年）3月に盧循が起こした反乱。先の孫恩の乱と合わせて孫恩・盧循の乱と呼ばれることもある。

## 広州占拠
孫恩の死後、盧循らは臨海（浙江省台州市）・永嘉（浙江省温州市）・東陽（浙江省金華市）の諸郡（浙江省南部）で、朝廷の軍隊と攻防戦を繰り返していた。
元興2年（403年）正月、盧循は東陽を襲撃し、8月には永嘉を攻撃した。劉裕は盧循を討伐して晋安（福建省東部）まで進撃した。盧循は切羽詰って、海路、番禺（広東省広州市）に行き、激戦の末広州を陥落させて刺史の呉隠之を追放した。盧循は自ら平南将軍を名乗り、朝廷に使者を送って貢物を献上した。当時の朝廷は桓玄を滅ぼしたばかりで内外とも憂慮すべき情勢だったため、ひとまず盧循を仮の征虜将軍・広州刺史・平越中郎将に任命した。

## 再挙兵の準備
義熙年間（405年 - 418年）、劉裕は南燕の慕容超を討った。始興郡（広東省韶関市）の太守徐道覆は、盧循の姉婿だった。劉裕の軍事的才能を恐れていた彼は人をやって盧循にこの隙を突いて出撃するように勧めたが、盧循は聞き入れなかった。そこで徐道覆は自ら出向いて強い口調で説得したため、盧循はやむなく従った。
徐道覆は船を密かに準備しておこうと考え、人をやって船材を南康山（江西省贛州市南康区付近）で伐らせ「川を下って都で売るのだ」とごまかしていた。その後労力不足で売りに行けなくなったと言い、郡城で安く売り払った。木材を運ぶ川には流れの急な難所があって、船を出すのが極めて難しいという事情があったため、人々は信じて購入し、木材はそのまま寝かせられていた。やがて挙兵のときが来ると、徐道覆は売却の証文と照らし合わせながら人々から全ての材木を取り上げ、船の建造を10日ばかりの間でやりとげたのである。

## 蜂起と北進
義熙6年（410年）2月、盧循らはついに挙兵し、諸郡を襲撃した。守相（郡国の長官）たちは皆任務を放棄して逃げ出した。劉牢之の女婿で鎮南将軍の何無忌は軍を率いてこれを阻もうとしたが、敗れて殺された。盧循は徐道覆を派遣して江陵（湖北省荊州市荊州区）を攻撃させたが、行軍途中で官軍に破れた。
盧循は都を攻めようとする徐道覆の建言を入れ、10万の兵士と数千艘の船で揚子江を下った。衛将軍の劉毅を桑落洲（江西省九江市付近）で破ると、直行して江寧（江蘇省南京市西南）に到着した。徐道覆は決断力のある人物で、劉裕がすでに都に戻っていたのを知ると決戦を考えて盧循を説得したが、決断力に乏しい盧循は万全の計を用いようとしたので聞き入れなかった。
劉裕は盧循らが侵攻してくるのを恐れて石頭（南京市清涼山）に柵を築き、査浦（秦淮河河口付近）を遮断して敵軍を阻もうとした。盧循は柵を攻めたが成功せず、そのうち船が暴風で転覆して死者を出すにいたった。そこで南岸に陣を連ねて戦ったが、またしても大敗した。盧循は荊州（湖北省・湖南省）を確保して持久戦に持ち込むべく、南へ退却し再び尋陽を根拠地にしようとした。

## 江州の戦い
劉裕は尋陽方面に追討軍を派遣しておき、その後を自ら大軍を引き連れて進撃した。そして、盧循を雷池（安徽省望江県）で破った。盧循は退却して豫章に帰還しようと考え、全力を振り絞って左里（江西省都昌県西北）に柵を築いて官軍の進路を遮断した。必死の防戦にもかかわらず再び劉裕に破れ、盧循は船一艘だけで逃げ出した。それから1000名ほどの敗残兵をかき集めると、広州に戻って立てこもろうとした。
しかし劉裕はあらかじめ孫処を派遣し、海路から番禺城を占拠させておいたため、翌年に広州にたどりついた盧循は立てこもることができなくなった。徐道覆は始興に立てこもり、険しい地勢を利用して守備を固めたが、その後まもなく官軍の攻撃を受けて敗死した。

## 乱の鎮定
盧循はやむなく合浦（広西省北海市）を攻略し、さらに交州に進攻しようとして龍編（ハノイ市東南）まで迫った。そこで交州刺史の杜慧度は策略を使って盧循を破った。進退窮まった盧循は、まず妻子たちに毒を飲ませた。また妓妾を呼んで一緒に死ぬように求めた。殉死を断った者にはことごとく毒をあおらせ、自らは水中に身を投じた。
杜慧度は盧循の屍を水から引き揚げ、改めて斬刑に処するとともに、その父盧嘏と一味を根こそぎ捕らえて首を建康に送った。